# Schwimmeuropameisterschaften 1966
Die 11. Schwimmeuropameisterschaften fanden vom 20. bis 27. August 1966 in Utrecht statt und wurden von der Ligue Européenne de Natation (LEN) veranstaltet.
Die Schwimmeuropameisterschaften 1966 beinhalteten Wettbewerbe im Schwimmen, Kunst- und Turmspringen sowie das Wasserballturnier der Männer.

## Beckenschwimmen

### Ergebnisse Männer
| Wettbewerb                 | Gold                            | Gold    | Silber                           | Silber  | Bronze                         | Bronze  |
| -------------------------- | ------------------------------- | ------- | -------------------------------- | ------- | ------------------------------ | ------- |
| 100 m Freistil             | Bobby McGregor Großbritannien   | 53.7    | Leonid Iljitschow Sowjetunion    | 54.3    | Udo Poser DDR                  | 54.8    |
| 400 m Freistil             | Frank Wiegand DDR               | 4:11.1  | Semjon Beliz-Geiman Sowjetunion  | 4:13.2  | Alain Mosconi Frankreich       | 4:13.6  |
| 1500 m Freistil            | Semjon Beliz-Geiman Sowjetunion | 16:58.5 | Alan Kimber Großbritannien       | 17:13.2 | Alexander Pletnjow Sowjetunion | 17:17.9 |
| 200 m Rücken               | Juri Gromak Sowjetunion         | 2:12.9  | Jaime Monzó Spanien              | 2:15.7  | Joachim Rother DDR             | 2:16.7  |
| 200 m Brust                | Heorhij Prokopenko Sowjetunion  | 2:30.0  | Aleksandre Tutakaewi Sowjetunion | 2:30.3  | Egon Henninger DDR             | 2:30.5  |
| 200 m Schmetterling        | Walentin Kusmin Sowjetunion     | 2:10.2  | Horst-Günter Gregor DDR          | 2:10.6  | Anatoli Skawronski Sowjetunion | 2:11.2  |
| 400 m Lagen                | Frank Wiegand DDR               | 4:47.9  | Andrei Dunajew Sowjetunion       | 4:48.7  | Klaus Katzur DDR               | 4:55.7  |
| 4 × 100 m Freistil Staffel | Deutsche Demokratische Republik | 3:36.8  | Sowjetunion                      | 3:37.5  | Schweden                       | 3:39.0  |
| 4 × 200 m Freistil Staffel | Sowjetunion                     | 8:00.2  | Deutsche Demokratische Republik  | 8:01.6  | Schweden                       | 8:04.3  |
| 4 × 100 m Lagen Staffel    | Sowjetunion                     | 4:02.4  | Deutsche Demokratische Republik  | 4:02.9  | Ungarn                         | 4:05.9  |

### Ergebnisse Frauen
| Wettbewerb                 | Gold                                    | Gold   | Silber                                   | Silber | Bronze                         | Bronze |
| -------------------------- | --------------------------------------- | ------ | ---------------------------------------- | ------ | ------------------------------ | ------ |
| 100 m Freistil             | Martina Grunert DDR                     | 1:01.2 | Judit Turóczy Ungarn                     | 1:02.1 | Pauline Sillett Großbritannien | 1:02.5 |
| 400 m Freistil             | Claude Mandonnaud Frankreich            | 4:48.2 | Ada Kok Niederlande                      | 4:48.7 | Tamara Sosnowa Sowjetunion     | 4:50.1 |
| 100 m Rücken               | Christine Caron Frankreich              | 1:08.1 | Linda Ludgrove Großbritannien            | 1:08.9 | Cristina Balaban Rumänien      | 1:09.7 |
| 200 m Brust                | Galina Prosumenschtschikowa Sowjetunion | 2:40.8 | Irina Posdnjakowa Sowjetunion            | 2:41.9 | Jill Slattery Großbritannien   | 2:47.9 |
| 100 m Schmetterling        | Ada Kok Niederlande                     | 1:05.6 | Heike Hustede Bundesrepublik Deutschland | 1:06.3 | Eila Pyrhönen Finnland         | 1:07.8 |
| 400 m Lagen                | Betty Heukels Niederlande               | 5:25.0 | Heidi Pechstein DDR                      | 5:26.0 | Lyudmila Kasiyeva Sowjetunion  | 5:28.4 |
| 4 × 100 m Freistil Staffel | Sowjetunion                             | 4:11.3 | Schweden                                 | 4:12.2 | Niederlande                    | 4:13.1 |
| 4 × 100 m Lagen Staffel    | Niederlande                             | 4:36.4 | Sowjetunion                              | 4:38.2 | Vereinigtes Königreich         | 4:38.4 |

## Kunst- und Turmspringen

### Ergebnisse Männer
| Wettbewerb | Gold                        | Silber                      | Bronze                   |
| ---------- | --------------------------- | --------------------------- | ------------------------ |
| 3 m        | Michail Safonow Sowjetunion | Tord Andersson Schweden     | Giorgio Cagnotto Italien |
| 10 m       | Klaus Dibiasi Italien       | Brian Phelps Großbritannien | Jerzy Kowalewski Polen   |

### Ergebnisse Frauen
| Wettbewerb | Gold                          | Silber                       | Bronze                       |
| ---------- | ----------------------------- | ---------------------------- | ---------------------------- |
| 3 m        | Wera Baklanowa Sowjetunion    | Delia Reinhardt DDR          | Tamara Fedossowa Sowjetunion |
| 10 m       | Natalja Kusnezowa Sowjetunion | Ingeborg Pertmayr Österreich | Gabriele Krauß DDR           |

## Wasserball

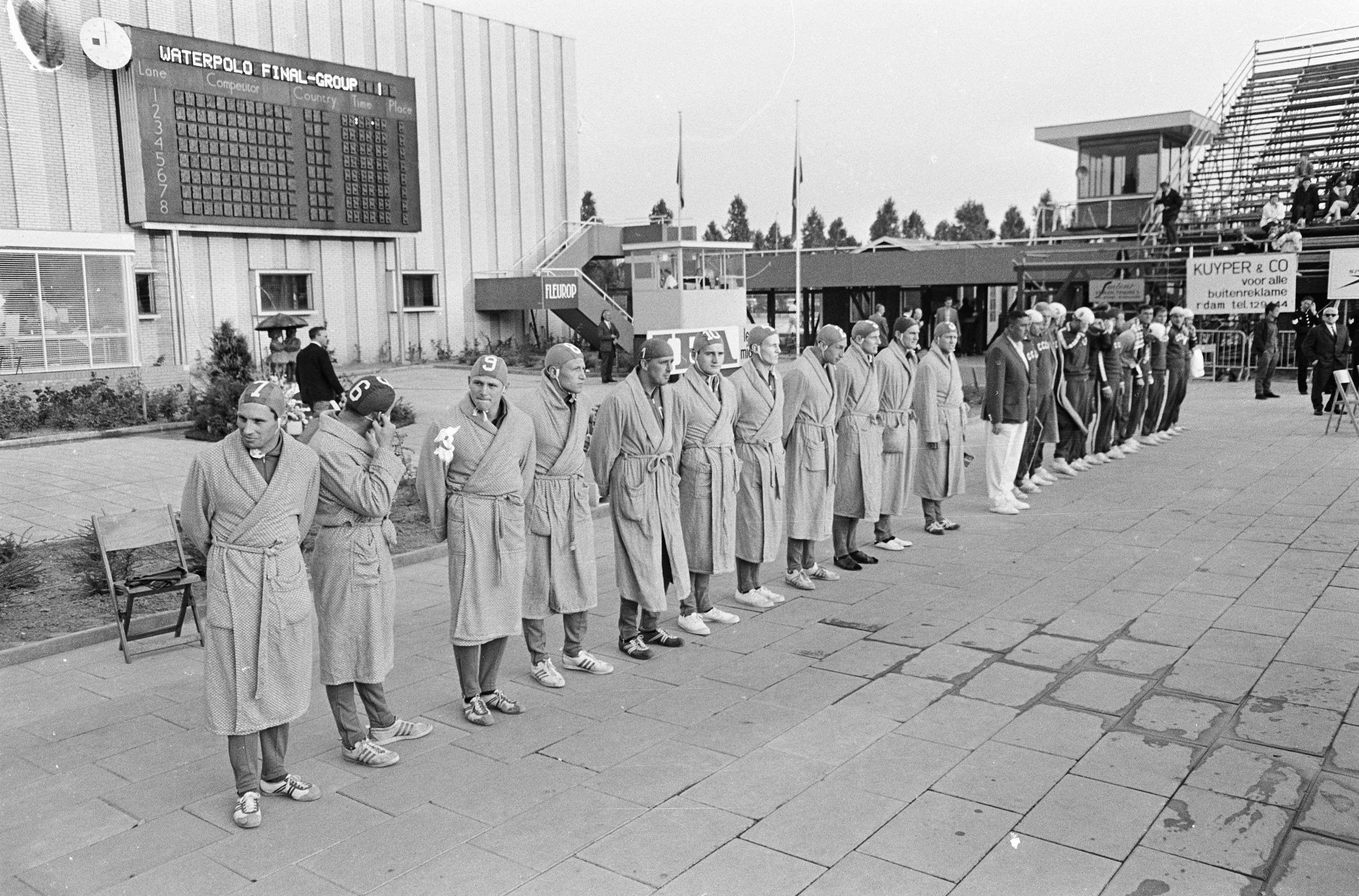
Vor dem Spiel Sowjetunion (vorn) gegen DDR

### Ergebnisse Männer
| Wettbewerb | Gold        | Silber                          | Bronze      |
| ---------- | ----------- | ------------------------------- | ----------- |
| Mannschaft | Sowjetunion | Deutsche Demokratische Republik | Jugoslawien |